# Протесты Национального комитета Демократической партии (2023)
В 2023 году в ходе войны в секторе Газа пропалестинские протесты национального комитета Демократической партии переросли в беспорядки и столкновения с полицией. Организаторы протеста (Еврейский голос за мир) и движение IfNotNow), а также другие пропалестинские протестующие прибыли к зданию DNC по адресу 430 South Capitol St. SE в Вашингтоне в 18:40 после бдения при свечах на 3-й улице и Мэриленд-авеню ЮЗ. Протест вынудил сотрудников полиции Капитолия перекрыть несколько дорог в окрестных районах и приступить к подавлению активности протестующих.
Протесты также продемонстрировали явный раскол внутри Демократической партии по поводу войны Израиля с ХАМАС и чёткий раскол среди избирателей президента США Джо Байдена.

## Ход событий
Протесты начались 15 ноября 2023 года около 18: 40, протестующие направились к зданию DNC по адресу 430 South Capitol St. SE. и заблокировали входы в DNC, в то время как представители Демократической партии и кандидаты, в том числе лидер меньшинства в Палате представителей Сюзан Делбене, председатель Комитета по предвыборной кампании Демократической партии в Конгресс, лидер меньшинства в Палате представителей Хаким Джеффрис и представитель Мичигана Дебби Дингелл находились внутри здания на предвыборном приёме. Около 10 членов находились внутри штаб-квартиры во время акции протеста и встречались с кандидатами в члены Палаты представителей, которые находились в городе для обучения и установления связей. Протестующие скандировали пропалестинские лозунги и были одеты в чёрные рубашки с надписью «Немедленно прекратить огонь». Протестующие призвали к прекращению огня в Газе, прекращению американской военной поддержки Израиля и созданию свободного палестинского государства.
Поскольку протест продолжался, полиция Капитолия прибыла на место происшествия и перекрыла несколько дорог, чтобы попытаться сдержать ситуацию. В 8:38 вечера по восточному времени они сказали: «Прямо сейчас наши офицеры работают над тем, чтобы сдержать примерно 150 человек, которые незаконно и яростно протестуют в районе Канал-стрит и Айви-стрит, Южная Каролина. Офицеры производят аресты. Все члены были эвакуированы из этого района. Пожалуйста, держитесь подальше от этого района». На видео в социальных сетях видно, как протестующие пытаются ухватиться за металлические баррикады, когда полицейские приступили к арестам.
IfNotNow опубликовал в сети X сообщение о том, что «полиция ведёт себя крайне жестоко». Они также опубликовали: «Мы берём в руки оружие, никому не угрожаем и умоляем наших политиков поддержать прекращение убийств и страданий в Газе. Мирно умоляя о прекращении огня». Полиция Капитолия использовала перцовые баллончики в попытке разогнать толпу. Кулачные бои также были замечены на видео, размещённых в социальных сетях. По данным полиции Капитолия, офицер, как сообщается, был свидетелем того, как протестующий «ударил другого офицера дверью гаража, а затем ударил женщину-офицера по лицу». Полиция также ворвалась в штаб-квартиру Демократической партии и в приёмную, и направила законодателей в подвал, по словам представителя демократической партии Калифорнии Брэда Шермана, некоторые люди позже были эвакуированы на полицейских машинах. К 10 часам вечера полиция Капитолия сообщила, что все жилые дома вернулись к нормальному функционированию.

## Реакции
Представитель Брэд Шерман (D-CA) написал в социальных сетях, что его эвакуировали из DNC «после того, как протеррористические, антиизраильские протестующие» стали жестокими и напали на полицейских. IfNotNow утверждали, что их действия были мирными, а насилие применяла полиция Капитолия. Представитель Евы Боргвардт разместил аккаунт Шермана в заявлении, назвав его неточным и назвав его комментарии «опасными и безрассудными».
Президент США Джо Байден и первая леди Джилл Байден созвали 16 ноября совещание DNC и штаба кампании и выразили признательность правоохранительным органам, поблагодарили сотрудников и высказали праздничные пожелания по поводу предстоящего Дня благодарения.